# مسابقة الأغنية الأوروبية 1986
مسابقة الأغنية الأوروبية 1986 هي النسخة ال31 من مسابقة الأغنية الأوروبية، أقيمت في مدينة برغن، النرويج. شاركت 20 دولة في المسابقة وحصلت بلجيكا على المركز الأول بأغنية J'aime la vie للمغنية ساندرا كيم.

## روابط خارجية
- الموقع الرسمي